# Carlos Medrano
Carlos Domingo Medrano Lazcano (Coronel Suárez, Buenos Aires, Argentina, 16 de abril de 1934-6 de agosto de 1978) fue un exfutbolista argentino que se desempeñó como guardameta. Su primer club fue Sportivo Dock Sud.

## Historia
Corría el año 1953 cuando Medrano debutaba como arquero en la primera de Sportivo Dock Sud, dando inicio a una trayectoria en la que fue parte del Seleccionado Juvenil de Argentina, del FC Barcelona (ganó dos títulos), que fue suplente de Amadeo Carrizo en River Plate y de Edgardo Andrada en Rosario Central y que es uno de los jugadores más emblemáticos de Deportes Quindío de Colombia, donde se lo apodó el Antipenales por su eficacia en detener disparos desde el punto penal.
Sus buenas actuaciones en el Docke, donde, por su físico, fue comparado con Antonio Roma -figura de Boca Juniors-, motivaron el interés de clubes más grandes. Así, en 1956 fue incorporado por Argentinos Juniors y en 1959 pasó a Tigre. Ese mismo año, el Barcelona de España posó sus ojos en él para que fuera el reemplazante de Antoni Ramallets, legendario arquero del conjunto Blaugrana que transitaba sus últimos años de carrera. No obstante, el arquero nacido en Coronel Suárez tuvo pocas oportunidades para demostrar sus cualidades en el arco del equipo Culé, que era dirigido por otro argentino, Helenio Herrera. Sólo disputó 11 partidos, aunque formó parte del plantel que conquistó la Liga de España en la temporada 1959-60 y la Copa de Ferias (actual Europa League) en 1960.
Se fue de España en 1961, pero su carrera no decayó, ya que fue adquirido por River Plate, donde -tal como ocurrió en el Barça- fue eclipsado por otro gran guardavallas: Amadeo Carrizo. Lo mismo le sucedió en Rosario Central, club al que el Millonario lo cedió a préstamo en 1964, donde se topó con Edgardo Andrada, quien se hiciera famoso años después por recibir el gol número 1.000 de Pelé.
Cansado de tantas desilusiones, en 1965 decidió volver a Dock Sud y después de dos años en el ascenso (jugó en Deportivo Morón en 1966), su carrera tomó nuevo ímpetu en tierras colombianas.
En 1967 llegó a Deportes Quindío, donde se convirtió en uno de los ídolos históricos del club bajo el mote de Antipenales, por haber atajado más de 20 en los tres años que defendió el arco de los Cafeteros. Sólo en su primera temporada detuvo 7 disparos desde los 11 metros, incluyendo dos en el mismo partido, ante Cúcuta.
Tras abandonar Quindío, se radicó en Ecuador para jugar en Barcelona, Macará, Olmedo y Bonita de Machala, donde alternó su labor de arquero con la de técnico hasta su retiro en 1973, a los 39 años.

## Clubes
| Club               | País      | Año       |
| ------------------ | --------- | --------- |
| Sportivo Dock Sud  | Argentina | 1953-1956 |
| Argentinos Juniors | Argentina | 1956-1957 |
| Tigre              | Argentina | 1959      |
| FC Barcelona       | España    | 1959-1961 |
| River Plate        | Argentina | 1961-1963 |
| Rosario Central    | Argentina | 1964      |
| Sportivo Dock Sud  | Argentina | 1965      |
| Deportivo Morón    | Argentina | 1966      |
| Deportes Quindío   | Colombia  | 1967-1969 |
| Barcelona          | Ecuador   | 1970      |
| Macará             | Ecuador   | 1971      |
| Olmedo             | Ecuador   | 1972      |
| Sporting Club      | Ecuador   | 1973      |

## Palmarés

### Campeonatos nacionales
| Título             | Equipo       | País   | Año     |
| ------------------ | ------------ | ------ | ------- |
| Campeonato de Liga | FC Barcelona | España | 1959-60 |

### Copas internacionales
| Título         | Equipo       | Sede                | Año       |
| -------------- | ------------ | ------------------- | --------- |
| Copa de Ferias | FC Barcelona | Inglaterra · España | 1958-1960 |